# SMS Greif
Il SMS Greif fu una corvetta avviso della Marina imperiale austriaca nel XIX secolo.

## Vapore a paleJupiter
Il natante era stato costruito nel 1857 come battello a pale con il nome di Jupiter. Aveva un dislocamento di 1.260 Tonnellate. Nel 1859 fu acquistato dalla Marina austriaca e affondò davanti all'imboccatura di Malamocco, mentre stava entrando nella laguna di Venezia.

## Battaglia di Lissa
Nel 1866 la nave fu recuperata dalla Marina imperiale e convertita in avviso a pale con il nome di Greif ("grifone"), dotato di motore della potenza di 400 cavalli vapore, armato di due cannoni da 12 libbre, e servito da un equipaggio di 102 uomini.
Il 20 luglio 1866 il Greif prese parte alla Battaglia di Lissa agli ordini del capitano di fregata Kronowetter nella terza divisione del contrammiraglio Wilhelm von Tegetthoff.

## Panfilo imperiale
Successivamente la nave fu riconvertita in panfilo imperiale e nel 1869, scortato dalla corvetta Helgoland, fu utilizzato dall'imperatore Francesco Giuseppe per la sua lunga crociera nel Vicino Oriente occasionata dall'inaugurazione del canale di Suez. Prima di arrivare in Egitto Francesco Giuseppe approfittò del viaggio per restituire la visita di stato al sultano ottomano Abdülaziz a Costantinopoli; e successivamente per visitare la Città Santa di Gerusalemme. Il panfilo con a bordo l'Imperatore era la più grande delle navi che componevano l'imponente corteo che percorse il Canale per inaugurarlo da Porto Said a Suez fra il 17 ed il 20 novembre 1869.
Nel 1884 il Greif fu posto fuori servizio.

## Altri panfili imperiali
- Miramar[2]
- Fantasie[1]